# 山崎弘喜
山崎 弘喜（やまざき こうき、1992年 - ）は、テレビ朝日のアナウンサー。　

## 来歴・人物
埼玉県出身。身長170cm。青山学院高等部、青山学院大学国際政治経済学部卒業。
青山学院大学卒業後の2015年に、アナウンサーとしてテレビ朝日に入社。同期入社のアナウンサーは池谷麻依、紀真耶、田中萌、山木翔遥。紀とは高校・大学で同期である。
2017年11月、「インカレ水泳2017 男子200ｍバタフライ決勝」実況で、第16回ANNアナウンサー賞最優秀新人賞を受賞した。
3歳から水泳を続け、大学時代は体育会水泳部のキャプテンを務めた。元々バタフライが専門で、選手時代の得意種目の実況でANNアナウンサー賞を受賞したという縁がある。

## 出演番組
報道・情報番組
| 期間       | 期間          | 番組名                      | 役職                                                            |
| ---------- | ------------- | --------------------------- | --------------------------------------------------------------- |
| 2016年4月  | 2018年9月     | ワイド!スクランブル         | 進行およびコーナー担当                                          |
| 2017年1月  | 2017年4月15日 | ANN NEWS&SPORTS             | 土曜版スポーツキャスター                                        |
| 2018年10月 | 2020年3月     | スーパーJチャンネル         | 月・金曜日サブキャスターおよび火～木曜日フィールドキャスター    |
| 2020年4月  | 2020年9月     | ANN NEWS&SPORTS             | 取材担当                                                        |
| 2020年4月  | 2021年9月     | Get Sports                  | 取材担当                                                        |
| 2020年10月 | 2024年3月     | 週刊ニュースリーダー        | コーナー担当                                                    |
| 2021年4月  | 2022年3月     | 大下容子ワイド!スクランブル | 水曜日取材・中継キャスター                                      |
| 2024年4月  | 2024年9月     | グッド!モーニング           | 月・土曜日コーナー担当および『ANNニュース』月曜日担当キャスター |
| 2024年10月 | 現在          | グッド!モーニング           | 平日ニュースリポートおよび週末コーナー担当                      |

スポーツ関連番組・その他
- 第97回全国高等学校野球選手権大会中継（朝日放送） - アルプススタンドリポート
- 緊急取調室 新春ドラマスペシャル「特別招集 2022 8億円のお年玉」（2022年1月3日）
- スポーツ中継
- ワールドプロレスリング
- ルミ子の食卓（ナレーター、2023年4月7日 - ）